# Calendario bereber

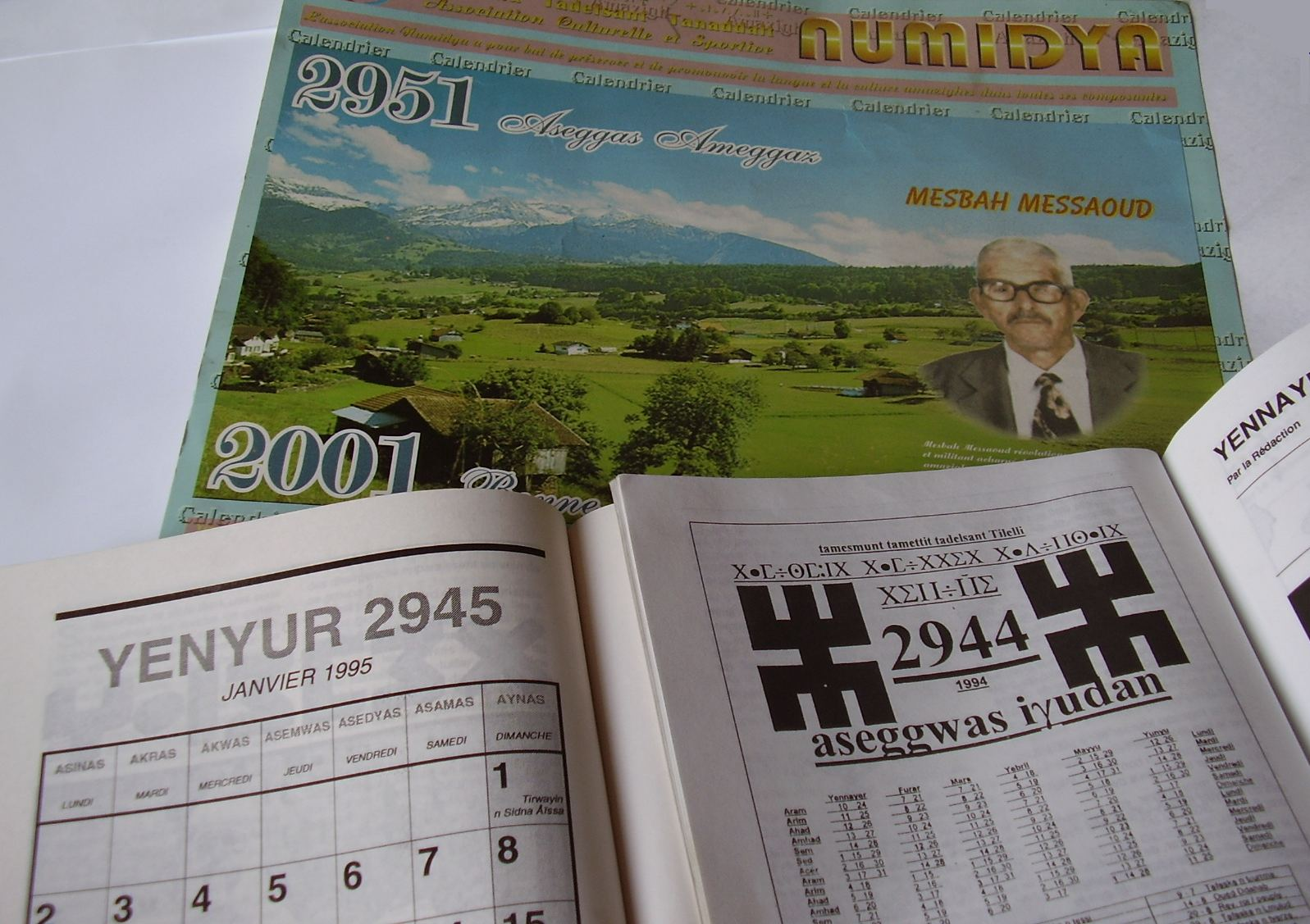
Tres calendarios bereber.

El calendario bereber o calendario amazigh es una referencia cultural moderna bereber tras adoptar el calendario agrario utilizado tradicionalmente en el Norte de África. Este calendario es conocido en árabe con el epíteto de ﻓﻼﺣﻲ fellāḥī "campesino" o ﻋﺠﻤﻲ cajamī "no árabe". Se emplea para regular los trabajos agrícolas estacionales. 
El calendario bereber fue publicado por primera vez en 1980 a partir de la propuesta del estudioso y activista bereber chaoui Ammar Negadi.
El punto cero del calendario se establece en el 950 a. C que corresponde a la fecha en la que el rey bereber Sheshonq I fue entronizado como faraón de Egipto fundando la XXII dinastía. Negadi lo estableció así tras estudiar la historia bereber con el objetivo de encontrar un referente para el inicio de una "era bereber", al igual que se estableció la "era islámica" a partir de la hégira o de "era cristiana" iniciada a partir del nacimiento de Cristo.
El calendario bereber se considera como la supervivencia de la tradición del calendario juliano, a causa del cambio heredado tras la reforma del calendario gregoriano.
El inicio del año para el calendario bereber, denominado Yennayer, se celebra el 12 de enero en Argelia y por algunos grupos, otros lo siguen celebrando el 14 de enero.

## ¿Calendario agrario o Calendario bereber?
Ante las dificultades por el momento de encontrar información documentada históricamente que atribuya el calendario agrario a la población bereber, en las espacios académicos se opta por aludir a este calendario como calendario agrario, que regula las estaciones.[cita requerida]

## Los calendarios más antiguos
Sobre la división del tiempo entre los bereberes se sabe muy poco. Algunos elementos de un calendario preislámico y casi ciertamente también prerromano emergen de algunos escritos medievales estudiados por N. van del Boogert (cf. bibliografía al final del artículo). Algunas coincidencias con el calendario tuareg hacen pensar que efectivamente en la Antigüedad existía, con una cierta difusión, un cómputo del tiempo bereber, organizado sobre bases autóctonas.
|    | Nombre del mes      | “Significado”          |
| 1  | tayyuret tezwaret   | Pequeña luna 1°        |
| 2  | tayyuret teggwerat  | Pequeña luna 2°        |
| 3  | yardut              | ?                      |
| 4  | sinwa               | ?                      |
| 5  | tasra tezwaret      | La manada 1°           |
| 6  | tasra teggwerat     | La manada 2°           |
| 7  | awdayeɣet yezwaren  | La cría de antílope 1° |
| 8  | awdayeɣet yeggweran | La cría de antílope 2° |
| 9  | awzimet yezwaren    | La cría de gacela 1°   |
| 10 | awzimet yeggweran8u | La cría de gacela 2°   |
| 11 | ayssi               | ?                      |
| 12 | nim                 | ?                      |

Sin embargo, no se dispone de elementos suficientes para reconstruir integralmente este calendario originario. Se pueden mostrar algunas características interesantes, por ejemplo, el hecho de que varios nombres de meses aparecen en pares (en el mundo tuareg también hay grupos de tres), lo cual hace pensar en una división del tiempo distinta de la actual en meses de alrededor de 30 días. 
Más información, aunque difícil de precisar o de relacionar con la situación del resto del norte de África, se puede obtener por cuanto se sabe del cómputo del tiempo entre los guanches de las islas Canarias. Según un manuscrito del siglo XVII de Tomás Marín de Cubas, ellos:

calculaban su año, llamado Acano, por lunaciones de 29 días (solares) a partir de la luna nueva. Comenzaba en verano, cuando el sol entra en la constelación de Cáncer el 21 de junio: a la primera conjunción (es decir, a la primera luna nueva tras el solsticio de verano) celebraban nueve días de fiesta por la cosecha

El mismo manuscrito subraya (de manera poco clara) que de estos eventos del calendario se hacían registros gráfico-pictóricos (tara) en diversos soportes, y a partir de esta base algunos estudiosos modernos han podido encontrar descripciones de eventos astronómicos ligados a los ciclos anuales en una serie de pinturas geométricas encontradas en algunas grutas de la isla de Gran Canaria, pero los resultados de estos estudios son por ahora solo hipotéticos.
Se posee además el nombre de un solo mes en la lengua autóctona, que ha llegado como Beñesmet o begnesmet. Parece que se trataba del segundo mes del año, correspondiente al mes de agosto. Tal nombre, si estuviera compuesto por algo como *wen "el de" + (e)smet (o (e)zmet?), podría encontrar, en la lista de los meses bereberes medievales, un correspondiente con el noveno y el décimo mes, awzimet (propiamente aw "hijo de" + zimet "gacela"). Pero los datos con que se cuenta son demasiado exiguos como para poder probar esta hipótesis.

## El calendario actual (juliano)
El calendario agrícola bereber deriva casi ciertamente del calendario juliano, introducido en África durante la dominación de Roma, como demuestran varias circunstancias:
- los nombres de los meses de este calendario (tanto en bereber como en árabe) derivan de los correspondientes nombres latinos.
- el inicio del año (el primer día de yennayer) corresponde con el 14 de enero del calendario gregoriano, lo cual coincide con la diferencia que se produjo entre fechas astronómicas y calendario juliano.
- la longitud del año y de cada mes es la misma del calendario juliano: tres años de 365 días seguidos por un año bisiesto de 366, sin excepciones (y meses de 30 y 31 días, con el segundo de 28). Sin embargo, existe una divergencia en que el día extra en los años bisiestos no se añade a fines del segundo mes sino al final del año.

### Los meses
| Mes        | Chleuh (Sur de Marruecos) | Rif (norte de Marruecos) | Cabilo (Argelia) | Shawiya (Argelia) | Árabe marroquí | Árabe tunecino |
| ---------- | ------------------------- | ------------------------ | ---------------- | ----------------- | -------------- | -------------- |
| Enero      | innayr                    | yannayer                 | (ye)nnayer       | yennar            | yennayer       | yenna(ye)r     |
| Febrero    | xubrayr                   | fabrayar                 | furar            | furar             | febrayer       | fura(ye)r      |
| Marzo      | mars                      | marsu                    | meghres          | meɣres            | mars           | marsu          |
| Abril      | ibrir                     | yabril                   | (ye)brir         | brir              | abril          | abril          |
| Mayo       | mayyuh                    | mayu                     | maggu            | mayu              | mayu           | mayu           |
| Junio      | yunyu                     | yunyu                    | yunyu            | yunyu             | yunyu          | yunyu          |
| Julio      | yulyu                     | yulyuz                   | yulyu(z)         | yulyu             | yulyuz         | yulyu          |
| Agosto     | ghusht                    | ucht                     | ghusht           | ɣuct              | ghucht         | awussu         |
| Septiembre | shutanbir                 | satambir                 | shtember         | ctember           | choutanbir     | shtamber       |
| Octubre    | kṭuber                    | ktobir                   | (k)tuber         | ktober            | uktuber        | uktuber        |
| Noviembre  | duwanbir                  | nvambir                  | nu(ne)mber       | numbír            | nuwanbir       | nufember       |
| Diciembre  | dujanbir                  | dujambir                 | bu- (du-)jember  | dujámber          | dujanbir       | dejember       |

### Las "Puertas del año"

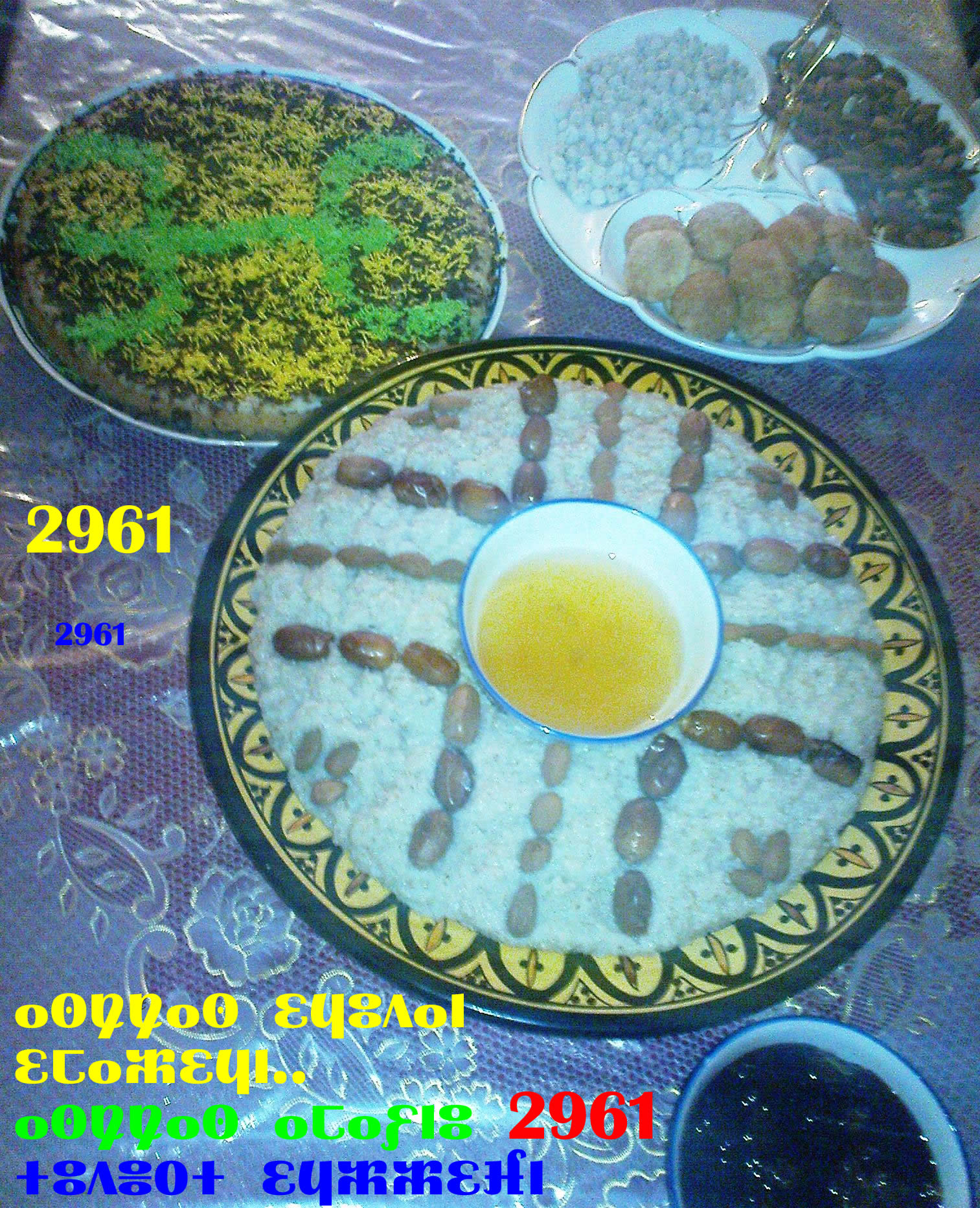
Iḍ n innayr

Más allá de los meses considerados individualmente, dentro del calendario agrícola tradicional se encuentran otras reparticiones, por estaciones o por períodos fuertes, marcados por particulares eventos y celebraciones. Por los momentos cardinales del año, J. Servier usa el nombre sugestivo de Puertas del año (tibbura useggwas), aun cuando al parecer este término se usaba en singular para indicar el período del solsticio de invierno.
No todas las estaciones han conservado, con el pasar del tiempo, una denominación en lengua bereber: los nombres de la primavera y del verano se mantienen constantes y los mismos en todas partes, del invierno hay más variedad y, entre los bereberes del Norte, solo en Gebel Nefusa (Libia) se usa todavía el nombre bereber de otoño. 
- Primavera tafsut (ar. er-rbic) - Inicia el 15 furar (= 28 de febrero)
- Verano anebdu (ar. es-sif) - Inicia el 17 mayu (= 30 de mayo)
- Otoño  amwal (ar. le-xrif) - Inicia el 17 ghusht (= 30 de agosto)
- Invierno tagrest (ar. esh-shita') - Inicia el 16 numbír (= 29 de noviembre)

Un elemento interesante es la contraposición existente entre dos períodos de cuarenta días cada uno, el considerado mayor frío en el invierno (Las noches, llyali) y el de mayor calor en verano ("El calor abrasador", ssmaym, awussu).

#### Llyali

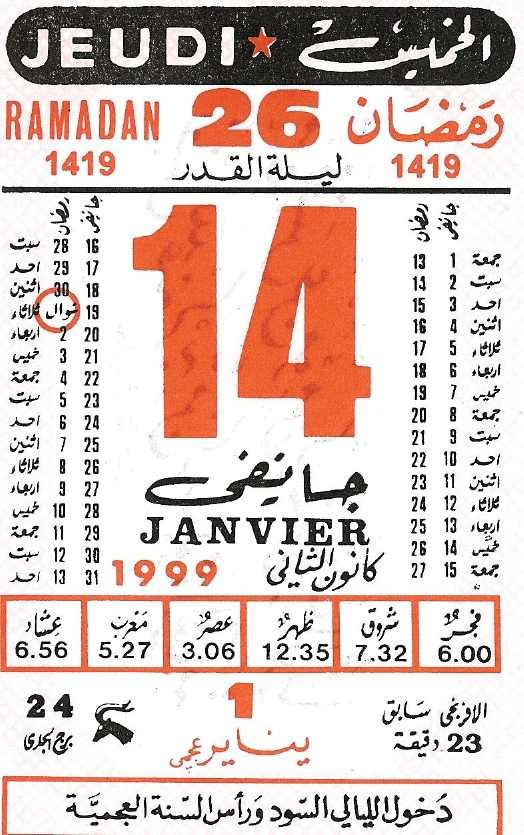
Una página del calendario tunecino, que muestra la correspondencia del 1 Yennayer 'ajmi (en rojo abajo) con el 14 de enero del calendario gregoriano. El escrito en el fondo señala que es inicio de año ajmi y que comienzan al-lyali al-sud ("las noches negras").

El período de mayor frío está constituido por 20 noches blancas (en bereber lyali timellalin, en árabo al-lyali al-biḍ), desde el 12 al 31 dujamber (= 25 de diciembre - 13 de enero), 7 20 "noches negras" (en bereber lyali tiberkanin, en árabe al-lyali al-sud), que inician el primer día de yennayer, que corresponde al 14 de enero.

#### Yennayer
El primer día del año se celebra de maneras diversas en las distintas regiones del Norte de África. Es tradicional una comida con alimentos particulares, diversos en cada sitio (por ejemplo, un cuscús con 7 verduras), pero en muchas regiones también está previsto el sacrificio de un animal (normalmente un pollo).
Una característica de esta festividad —que a veces se confunde con la islámica del ashura— es la presencia, en muchas regiones, de invocaciones rituales con fórmulas que usan las palabras bennayu, babinnayu, bu-ini, etc.: todas ellas son expresiones que, según muchos estudiosos, podrían representar la corrupción de antiguos augures de buen año.
Un aspecto curioso de las celebraciones de Yennayer es la fecha del inicio de año. Aunque la fecha era antes el 14 de enero, por un probable error introducido por algunas asociaciones culturales bereberes muy activas en restaurar usos en vías de desaparición, hoy en gran parte de Argelia se considera que el inicio del año en el calendario bereber es el 12 de enero.

#### Lḥusum/imbarken
Antes que acabe del todo el período de frío y comience la primavera, hay un período muy temido, de 10 días entre los meses de furar y mars. Se trata de un tiempo caracterizado por fuertes vientos en los que el hombre debería cesar muchas actividades agrícolas y artesanales, y otras como casarse o salir de noche. En general la costumbre tiene como finalidad dejar libertad a los “poderes misteriosos”, que en aquel período, están particularmente activos y celebran sus matrimonios (estas criaturas en Jerba son llamadas, por tabú lingüístico, imbarken, es decir, los “bendecidos”, y dan su nombre al período).

#### Ssmaym/Awussu
Como el frío intenso del invierno, también la canícula dura 40 días, des 12 yulyuz (= 25 de julio al 20 ghusht (= 2 de septiembre). El momento central del período es el 1 de ghusht (agosto) (también el nombre de awussu, difuso en Túnez y Libia, parece remontarse al latín augustus). En esta fecha se realizan ritos particulares, de evidente tradición preislámica pero también precristiana. Se trata en particular de fogatas estivales (que en otras localidades se realizan durante el solsticio de verano: una tradición ya condenada como pagana por san Agustín) o bien de ritos de agua, como los difundidos en localidades costeras de Túnez y de Tripolitania que prevén, durante tres noches, que haya que arrojarse al mar con el fin de preservar la salud. En estas ceremonias familias enteras se arrojan al mar, llevando incluso sus animales domésticos. Aun cuando el rito ha sido asumido por la cultura islámica (esas noches las aguas del pozo de Zemzem, en La Meca se vierten en el mar con el fin de que al contacto con este se produzcan "olas benéficas" de agua dulce), muchos llaman a esta fiesta las noches del error. De hecho se acostumbraba, con el fin de procurar la fertilidad y abundancia, que las parejas tuvieran relaciones sexuales en el mar.

#### Iweğğiben
Otro período muy importante para el calendario agrario es cuando corresponde arar. La fecha que se considera fundamental para este fin es el 17 de (k)tuber, día en que se puede comenzar a arar los campos. Este período en árabe se llama ḥarzadem, es decir, el “arar de Adán”, porque se cree que en esa fecha Adán habría comenzado sus trabajos agrícolas.

## Interferencias con el calendario islámico
Tras los diversos contactos que con los siglos se han dado entre la cultura árabe y la islámica, las manifestaciones que estaban ligadas al calendario juliano se han integrado en el calendario islámico, llevando a la supresión de algunas fiestas tradicionales o a la creación de fiestas celebradas en dos ocasiones durante el año. 
El ejemplo más evidente es el de las fiestas de año nuevo, que en muchos casos se han transferido al primer mes islámico, es decir el muḥarram, y más precisamente a la festividad de cashura, el 10 de ese mes. Una festividad que en el mundo islámico tiene un importante significado de luto en el mundo chiita, pero prácticamente se ignora en el sunita. Existen también relaciones entre el festejo alegre de esta fiesta en el ámbito norteafricano y antiguas celebraciones de inicio de año.
|    | Nombre árabe     | Nombre bereber                                                                                |
| 1  | muḥàrram         | babiyannu (Ouargla) cashura'(Jerba)                                                           |
| 2  | sàfar            | u deffer cashura                                                                              |
| 3  | rabìc al-àwwal   | elmilud                                                                                       |
| 4  | rabìc al-thàni   | u deffer elmilud                                                                              |
| 5  | jumàda al-ùla    | melghes (Jerba)                                                                               |
| 6  | jumàda al-thania | asgenfu n twessarin "el reposo (la espera) de las viejas" (Ouargla) sh-shaher n Fadma (Jerba) |
| 7  | ràjab            | twessarin "las viejas"                                                                        |
| 8  | shacban          | asgenfu n remdan "el reposo (la espera) de Ramadán" (Ouargla)                                 |
| 9  | ramadàn          | sh-shaher n uzum' "el mes del ayuno" (Jerba)                                                  |
| 10 | shawwàl          | tfaska tameshkunt "la pequeña fiesta" (Jerba)                                                 |
| 11 | dhu l-qìcda      | u jar-asneth "entre las dos (fiestas)" (Jerba)                                                |
| 12 | dhu l-hìjja      | tfaska tameqqart "la gran fiesta" (Jerba)                                                     |

## El calendario tuareg

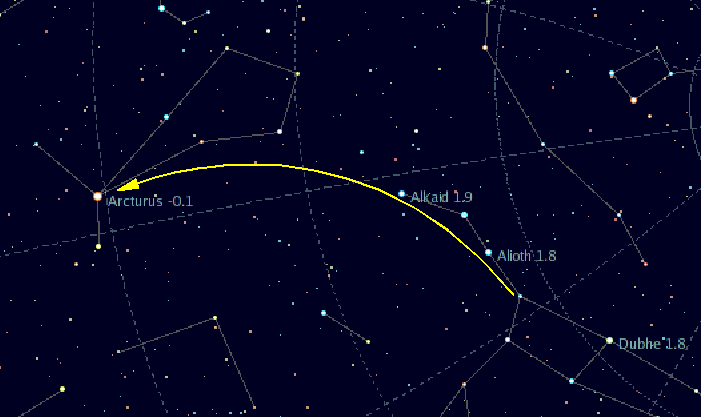
La constelación tuareg de la camello (Osa mayor y Arturo), cuya aparición en el cielo marca el inicio del año astronómico tuareg.

También los tuaregs comparten elementos con los bereberes del Norte sobre todo en cuanto a la división del tiempo. Ellos se refieren a dos ciclos diversos, uno solar afín al calendario juliano y uno basado en el movimiento de la luna y de uso religioso.
Las diferencias climáticas, biológicas y socioculturales del desierto respecto a los territorios más temperados permiten que existan diferencias sobre todo en cuanto a la división de las estaciones.

## El cálculo de los años

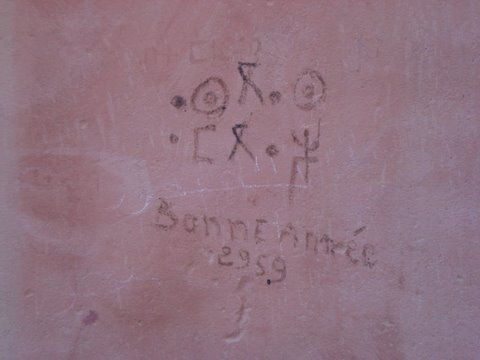
Foto del 31 de diciembre de 2007 junto a Tafraout (Marruecos), lleva escrito en tifinagh aseggas ameggaz ("feliz año") y en francés bonne année 2959.

El calendario bereber tradicional no estaba unido a una era respecto a la que se contaran los años. Allí donde se conservan modos tradicionales de calcular los años (la civilización tuareg), estos no se expresan con números sino que cada uno tiene un nombre característico. 
A partir de los años sesenta, tras propuesta de la Académie Berbère de París han comenzado a calcular los años partiendo del 950 a. C., fecha aproximativa del ascenso al poder del primer faraón líbico en Egipto: la así llamada Era Sheshonq (por lo que el año 2008 del calendario gregoriano corresponde al año 2958 del calendario bereber). Con el pasar del tiempo esto fue adoptado con entusiasmo por los promotores de la cultura bereber y forma parte ya del patrimonio identificativo de este pueblo, integrado en el conjunto de usos tradicionales relativos al calendario norteafricano.

## Neologismos y falsas tradiciones
Un aspecto interesante desde el punto de vista antropológico, en relación especialmente con el nacimiento de las tradiciones, es el florecer de innovaciones dirigidas a veces a restaurar pretendidas tradiciones que se han perdido. Es un fenómeno comprensible, en el contexto del redescubrimiento de una identidad negada u ocultada durante mucho tiempo, con el ansia de poseer un patrimonio perdido o en vías de desaparición. En particular es en el ámbito del calendario, sentido como particularmente importante (unido al control del tiempo), donde se registran numerosas creaciones que a veces obtienen consensos y terminan por ser adoptadas como auténtico patrimonio tradicional.
Por ejemplo:
Los nombres de los meses:
No se conocen los nombres de los meses de época prerromana (los nombres que aparecen en la tabla 1 son conocidos solo por los estudiosos), algunos han intentado reconstruir nombres auténticamente bereberes de los meses del año. Partiendo del mes más conocido, el primero  (yennayer), hay quien ignorando la evidencia del origen latino del nombre, imagina que fuese una palabra bereber compuesta por yan (el numeral "uno" en varios dialectos bereberes) + (a)yur, "luna/mes", y a partir de esta base ha reconstruido toda la serie de los nombres de los meses: 1. yenyur o yennayur, 2. sinyur, 3. krayur, 4. kuzyur, 5. semyur, 6. sedyur, 7. sayur, 8. tamyur, 9. tzayur 10. mrayur, 11. yamrayur 12. megyur
Los días de la semana:
También para los días de la semana se ignoran los nombres autóctonos, y se ha intentado remediarlo con creaciones nuevas. Actualmente existen dos series. La primera y más difundida (aun cuando sea de origen desconocido) se remonta probablemente a los ambientes de la Académie Berbère de París (fines de los años 60), mientras que la segunda serie no hace más que repetir con los días de la semana el procedimiento empleado para los meses, con la creación de un sufijo “-as” (“día”) en vez de “-yur”. Se ha de notar que la primera serie se inicia con el lunes mientras que la segunda es un calco a partir del árabe y tiene como primer día el domingo.
| día       | Académie Berbère | Compuestos con numerales |
| lunes     | aram             | asinas                   |
| martes    | arim             | akras                    |
| miércoles | ahad             | akwas                    |
| jueves    | amhad            | asemwas                  |
| viernes   | sem              | asedyas                  |
| sábado    | sed              | asamas                   |
| domingo   | acer             | aynas                    |

Días y nombres de persona:
A menudo, los calendarios y los almanaques publicados por militantes y asociaciones culturales bereberes contienen, a imitación de los calendarios occidentales, la asociación de un nombre propio de persona para cada día del año. Esto responde también a la exigencia de reapropiarse de los antropónimos tradicionales, que las medidas de arabización en Argelia y Marruecos tienden a sustituir con una Onomástica rígidamente árabe. También en este campo, no es extraño encontrar listas de nombres improvisados con nombres reunidos sin orden, final de lecturas casuales e incluso faltas o errores tipográficos. 